# Prothorax
Pour les articles homonymes, voir Corselet (homonymie).

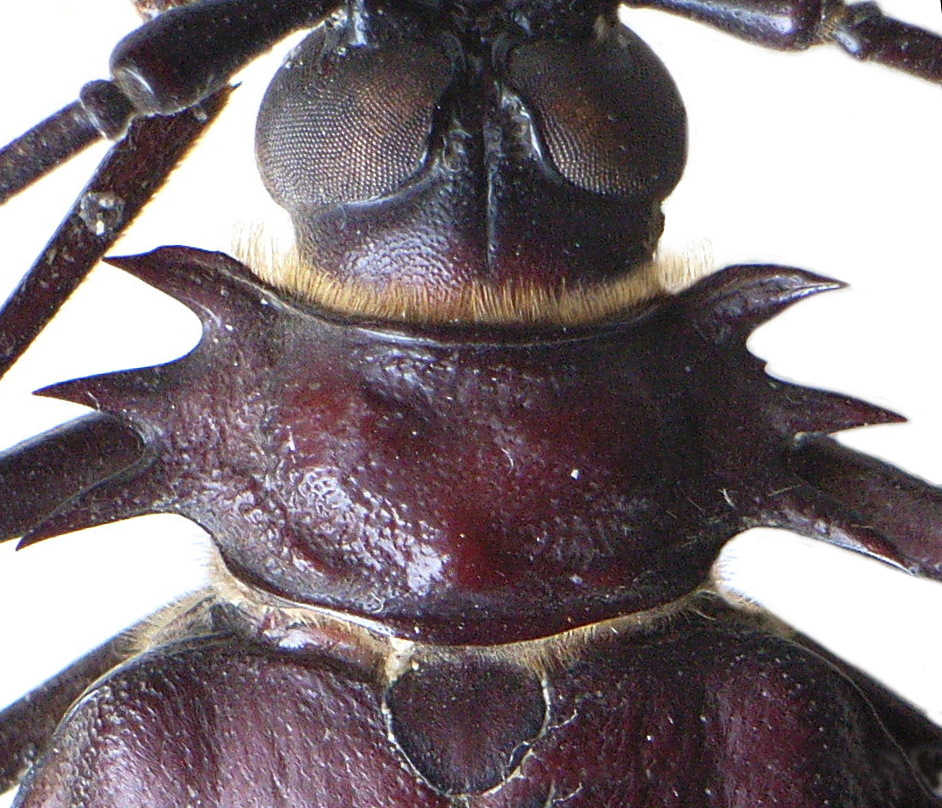
Pronotum d'un coléoptère.

Le prothorax est le premier segment du thorax de l'insecte, situé juste derrière la tête. On l'appelle encore T1 ou dans certains cas corselet. Il porte la tête et la première paire de pattes.
Ses principaux sclérites  (plaques de l'exosquelette) sont le pronotum (face dorsale), le prosternum (face ventrale), et les propleurons (latéraux) de chaque côté. Le prothorax ne porte jamais d'ailes chez les insectes existants, quoique certains groupes fossiles aient possédé des projections en forme d'ailes. Tous les insectes adultes possèdent des pattes sur le prothorax, même si ces pattes sont très réduites dans certains groupes (par exemple chez les papillons de la famille des Nymphalidae).
Dans de nombreux groupes d'insectes, le pronotum est de taille réduite, mais chez quelques autres il est hypertrophié ; il porte par exemple des cornes thoraciques chez les Dynastes (coléoptères de la sous-famille des Dynastinae). Chez la plupart des punaises de la famille des membracidae (hémiptères), le pronotum est souvent développé en formes fantastiques qui augmentent leur capacité à se camoufler ou leur mimétisme. 
Chez les criquets, le pronotum est traversé par trois sillons. Le premier de ces sillons appelé sillon typique, coupe le pronotum en deux zones : la prozone vers l'avant la métazone vers l'arrière de l'insecte.